# Epiphragma trichomerum
Epiphragma trichomerum är en tvåvingeart som beskrevs av Alexander 1955. Epiphragma trichomerum ingår i släktet Epiphragma och familjen småharkrankar. Inga underarter finns listade i Catalogue of Life.